# ويلسون بيل
ويلسون بيل (بالإنجليزية: Wilson Bell)‏ هو سياسي أمريكي، ولد في 24 مايو 1897، وتوفي في 20 مايو 1947 بسبب سرطان الكلية. حزبياً، نشط في الحزب الديمقراطي.